# Tre knivar från Wei
Tre knivar från Wei, teaterpjäs skriven av Harry Martinson (nobelpristagare i litteratur), uruppförd på Dramaten den 4 juni 1964 i regi av Ingmar Bergman. Pjäsen utspelar sig i Kina på 600-talet, på en förvisningsort för kvinnor från kejsarens hov. 
Med trettio (30) roller för kvinnor bjöd teatern publiken på en nästintill unik möjlighet att se rad utmärkta aktriser i en och samma uppsättning: Inga Tidblad, Jane Friedmann, Marianne Aminoff, Gunnel Broström, Renée Björling, Aino Taube, Margaretha Krook, Birgitta Valberg, Irma Christenson, Dora Söderberg, Mona Malm. Helena Brodin, Lena Nyman och Karin Kavli, för att nämna några.
Uppförd på Spegelteatern, Stockholm, 1988, i regi av Lars Erik Andrenius och uppförd på Dramaten 2004, med premiär 17 april, i regi av Staffan Valdemar Holm i samband med 100-årsminnet av författarens födelse.
2004 satsade Dramaten stort på Tre knivar från Wei. Stora delar av svensk teaterelit var inblandad: Stina Ekblad, Bibi Andersson, Gunnel Lindblom, Lil Terselius, Lanna Ohlsson och Nadja Weiss.
Förutom 100-årsminnet av Harry Martinson var antalet kvinnliga roller i pjäsen en starkt bidragande faktor till teaterledningens intresse för pjäsen. Regissören Staffan Valdemar Holm sade i ett pressmeddelande inför nypremiären att pjäsens har det största antal kvinnliga roller inom hela det dramatiska fältet. 